# Francesco Totti
Francesco Totti, né le 27 septembre 1976 à Rome, est un footballeur international italien devenu dirigeant sportif. Il évoluait au poste d'attaquant ou de milieu de terrain offensif à l'AS Rome durant la totalité de sa carrière de 1993 à 2017. Champion du monde en 2006, il est reconnu pour son exceptionnelle longévité et sa fidélité absolue envers son équipe de cœur, la Roma, disputant vingt-cinq saisons professionnelles au club jusqu'à plus de quarante ans,.
Totti est l'un des plus célèbres one-club men de l'histoire du sport. Capitaine emblématique de la Roma dès ses 22 ans et pendant 19 saisons, il dévoue sa carrière entière au club, déclinant les offres des meilleures équipes d'Europe. Avec 307 buts inscrits et 197 passes décisives en 786 matchs disputés, il est le meilleur buteur, meilleur passeur et le joueur le plus capé de l'histoire de son club. Avec son équipe, il remporte deux Coupes d'Italie, deux Supercoupes d'Italie et un titre de Champion d'Italie en 2001, après 18 années de disette pour le club de la capitale. Témoin de sa régularité, il mène son équipe sur la deuxième marche du podium de Serie A à neuf reprises. Au niveau continental, il emmène la Roma deux fois en quarts de finale de la Ligue des champions au cours de sa carrière. 
Avec l'équipe nationale, il réalise un Euro 2000 de haute volée, étant désigné meilleur joueur de la finale malgré la défaite, et se retrouvant dans l'équipe-type de la compétition. En 2006, il devient Champion du monde avec la Squadra Azzurra et à nouveau dans l'équipe-type de la compétition. La finale du Mondial est sa dernière apparition sous le maillot italien. Âgé de 30 ans, titulaire et détenteur du numéro 10 en sélection, il décide en effet de prendre précocement sa retraite internationale afin de se consacrer exclusivement à la Roma.
Francesco Totti est le deuxième meilleur buteur de l'histoire de la Serie A avec 250 buts inscrits derrière Silvio Piola, et le meilleur depuis l'après Seconde Guerre mondiale. Troisième joueur le plus capé de l'histoire du championnat italien, il en remporte deux fois le titre de meilleur joueur, et cinq fois le titre de meilleur joueur italien. En 2007, il est sacré Soulier d'or européen, performance remarquable pour un joueur n'étant pas buteur de prédilection. Il est le 2ème plus vieux buteur de la Ligue des champions derrière Olivier Giroud.
Totti est considéré comme l'un des meilleurs joueurs italiens de l'histoire du football, apparaissant dans la liste FIFA 100 des plus grands joueurs vivants arrêtée par Pelé en 2004. Il reçoit de nombreux prix au cours de sa carrière récompensant aussi bien ses qualités sportives que ses valeurs, comme le Golden Foot en 2010 ou le Prix du Président de l'UEFA en 2017.
Son jeu se définit tout au long de la carrière par une technique et une vision de jeu au-dessus de la norme. Jouant de préférence en retrait d'un attaquant, en trequartista, il peut y mettre à profit son jeu dans les petits espaces, sa qualité de passe mais aussi de frappe. Davantage buteur qu'un meneur de jeu traditionnel, Totti marque peu importe son poste dans l'équipe.

## Biographie

### Enfance et formation

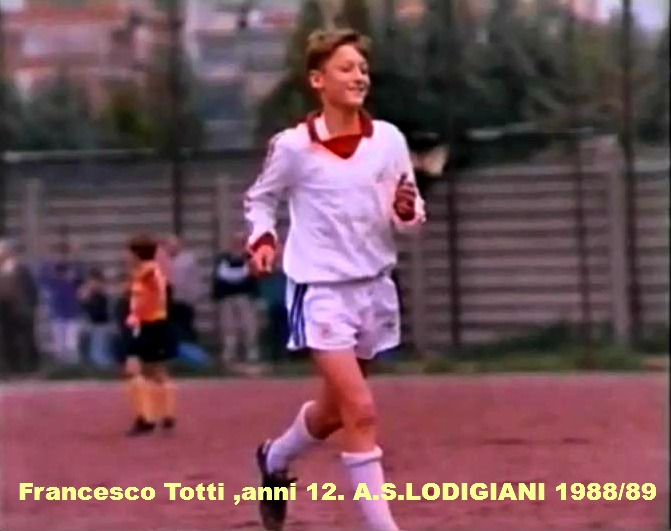
Totti à Lodigiani en 1988-1989.

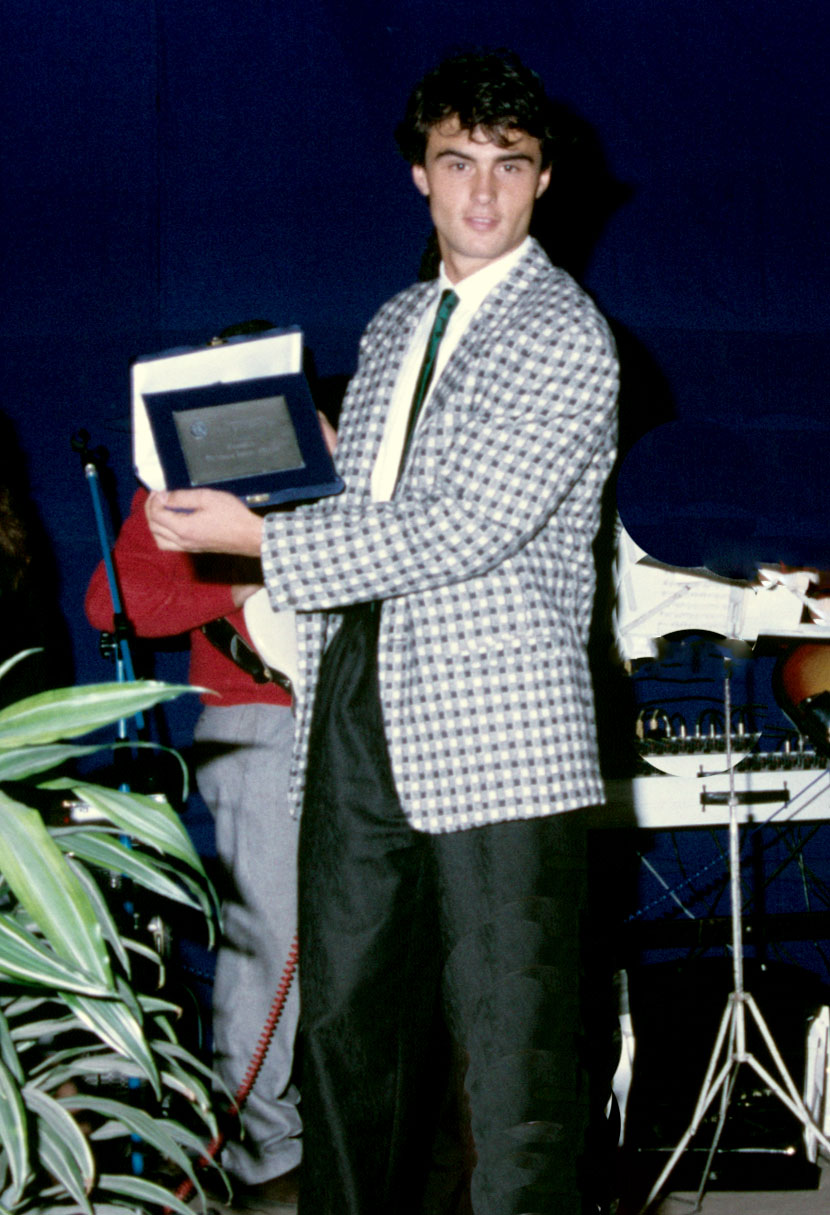
Giannini, idole de Francesco.

Francesco Totti, fils de Lorenzo et Fiorella Totti, naît et grandit près de la porta Metronia dans le quartier de l'Appio-Latino dans le sud-est de Rome. Francesco joue ses premiers ballons sur les pavés de Trastevere, quartier populaire de Rome et foyer ardent des supporters romanisti. Chez les Totti, on est supporter de l'AS Rome de père en fils et, au-dessus du lit de Francesco, un poster de son idole Giuseppe Giannini trône. En août 1983, il signe sa première licence à la Fortitudo. Il y reste un an avant de passer deux saisons au Smit Trastevere, puis de rejoindre l'AS Lodigiani.
Lorsque la Lazio et la Roma viennent au-devant de la Lodigiani, la famille n'hésite pas un instant. À treize ans, Totti rejoint le centre de formation de l'AS Rome, repéré alors par Luciano Spinosi. Dès l’âge de 13 ans, Francesco présente une vision du jeu et un toucher de balle au-dessus de la moyenne et intègre l’équipe des jeunes de la Roma. Au début de sa carrière, il est d'ailleurs soigneusement protégé des médias par ses entraîneurs, Vujadin Boškov et Carlo Mazzone, tous deux à la tête de la Roma pendant sa période de formation. Francesco, qui apprend son métier avec les pros, est vite considéré comme l’un des éléments-clés de son équipe parmi les jeunes romains. Il s'entraîne rapidement avec le groupe professionnel.

### Totti à la Roma

#### Débuts professionnels (1993-1998)
À seize ans et demi, Vujadin Boškov lance Francesco Totti en Serie A 1992-1993 le 28 mars 1993 contre Brescia. Il remplace Ruggiero Rizzitelli à deux minutes du terme de la partie. Il prend part à une seconde rencontre de championnat cette saison-là, mais ne fait pas partie du parcours en Coupe d'Italie et la défaite en finale. Lors de l'exercice 1993-1994, Totti prend part à huit rencontres de Calcio, où la Roma termine septième, et deux de Coupe.
La saison 1994-1995 est celle de la révélation. Totti fait partie intégrante du groupe professionnel de Carlo Mazzone et joue davantage. Le 4 septembre 1994, il inscrit son premier but en Serie A, contre Foggia au stade olympique. Il dispute au total 21 rencontres de championnat, marque à quatre reprises et offre autant de passes décisives. À cela, il faut ajouter quatre matchs de Coupe pour trois buts et une offrande. L'ASR finit cinquième et se qualifie pour la Coupe de l'UEFA.
Pour l'exercice 1995-1996, Totti découvre la coupe d'Europe et une élimination en quart-de-finale de C3. Sa seconde véritable saison professionnelle est moins bonne en termes de statistiques avec quatre buts en 36 matchs toutes compétition confondues. En championnat, c'est une nouvelle cinquième place et la poursuite en Coupe UEFA.
En 1996-1997, l'AS Rome connaît quatre entraîneurs différents. Les résultats en sont la cause avec une douzième place dans le Calcio et un seizième de finale de C3. Totti marque cinq fois en trente matchs sur toute la saison.
Totti entretient des relations excellentes avec le Tchèque Zdeněk Zeman, arrivé début 1997. Celui-ci confie à Totti le rôle d’attaquant, dans un 4-3-3 rigide, où il affine ses qualités offensives. En 1997-1998, les Romains se hissent à la quatrième place de Serie A et retrouve l'Europe. Grâce à son nouveau rôle, Totti marque treize buts en trente matchs de championnat.

#### Capitaine titré et meilleur joueur italien (1998-2004)

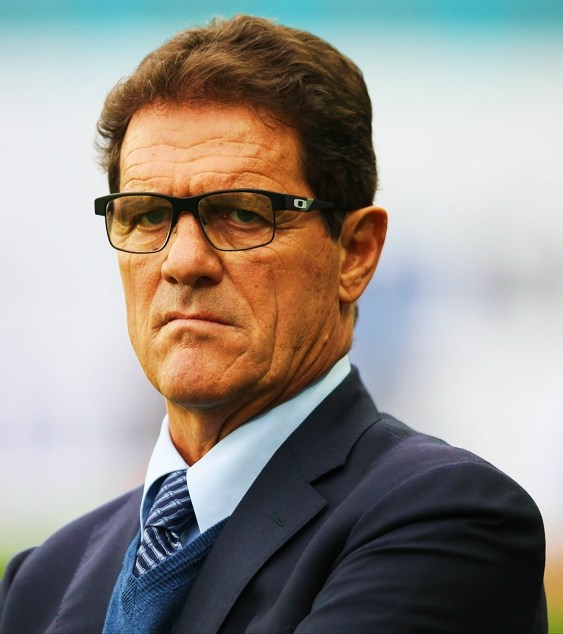
L'arrivée de Capello correspond à une hausse des performances de Totti.

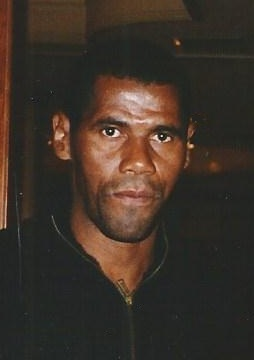
Totti obtient le brassard du mythique Aldair.

Le 31 octobre 1998, Totti reçoit d’Aldair le brassard de capitaine de l'AS Rome. Sous les ordres de Fabio Capello, Totti progresse tactiquement. Lors de la saison 1998-1999, il réalise sa seconde saison la plus décisive de sa carrière, avec seize buts et dix-huit passes décisives cumulés. Mais les résultats de la Roma restent semblables avec une cinquième place de Serie A et un quart de finale de Coupe UEFA. Totti est élu meilleur jeune joueur de l'année de Serie A.
L'exercice 1999-2000 est un cran moins bien avec une sixième place en championnat et un huitième de finale de C3. Totti est moins décisif avec huit buts et dix dernières passes. Totti est, cette fois, élu meilleur joueur de l'année de Serie A.

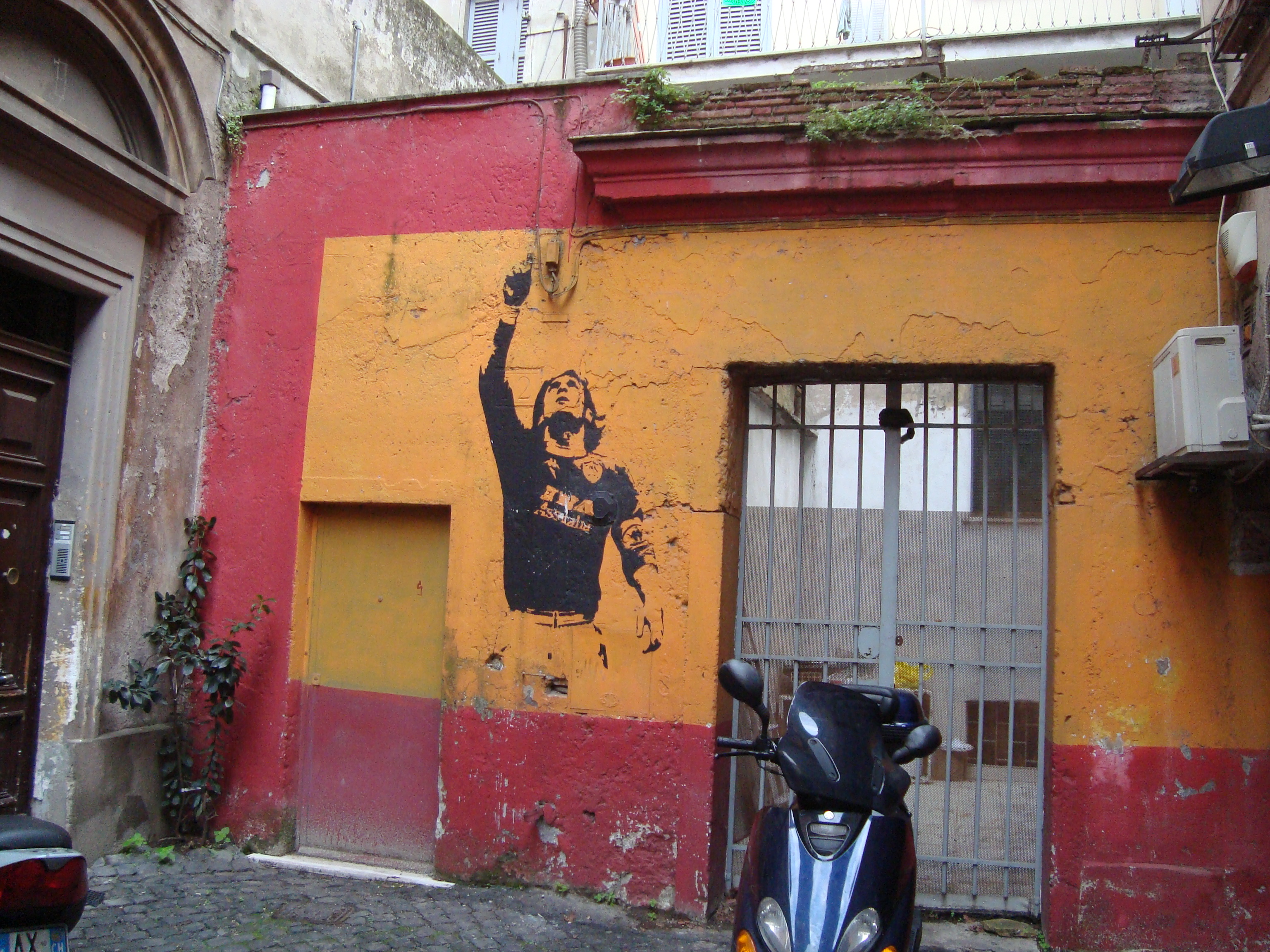
Mur à l'effigie de Totti dans Rome peint à la suite du Scudetto de 2001.

Avec Totti comme capitaine et Capello comme entraîneur, et renforcée par l’arrivée de Gabriel Batistuta, l’AS Rome remporte le Scudetto 2001. Il s'agit du troisième titre de champion de son histoire, le premier depuis 18 ans. Notamment grâce à ses treize buts, Totti est élu meilleur joueur italien de l'année de Serie A, pour la seconde fois consécutive, et termine cinquième du Ballon d'or 2001 en fin d'année, sa meilleure place pour ce trophée.

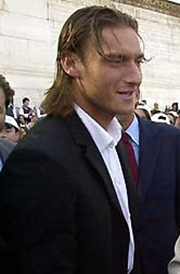
Totti en 2002.

Le 19 août 2001, Totti et la Roma remportent la première Supercoupe d’Italie du club en battant la Fiorentina 3–0, Totti marquant le troisième but. Lors de la saison 2001–2002, la Roma se retrouve à un point de la Juventus et termine deuxième du Campionato. L'aventure en Ligue des champions s'achève en deuxième phase de groupe, malgré le 3-0 infligé au FC Barcelone à domicile. Les Romains terminent troisième à la différence de buts.
La saison 2002-2003 est terne pour la Roma qui finit huitième de Serie A. Pour autant, Totti est élu co-meilleur joueur de l'année de Serie A aux côtés du champion turinois Pavel Nedved. En septembre 2002, Totti inscrit son premier triplé face au Brescia Calcio (2-3). Le 30 octobre 2002, en Ligue des champions, Totti inscrit le but victorieux contre le Real Madrid, son centième toutes compétitions confondues. L'équipe de la louve quitte encore la compétition lors de la deuxième phase de groupe, Totti se faisant expulser à Arsenal le 11 mars 2003 (1-1).

En 2003, le président de Chelsea, le milliardaire russe Roman Abramovitch, propose à la Roma d'acheter Totti et Emerson pour 150 millions d'euros (dont 120 millions pour Totti). Si la Roma avait accepté, Totti serait alors devenu le joueur le plus cher de l'histoire du football. Lors de la saison 2003-2004, Totti marque pour la première fois vingt buts en 31 matchs et termine 3e meilleur buteur du championnat. Mais la Roma doit laisser le titre dans les dernières journées à l'AC Milan et termine à la deuxième position. Totti reçoit pour la quatrième fois et la seconde d'affilée, le titre de meilleur joueur italien de Serie A.

#### Buteur non-récompensé (2004-2009)

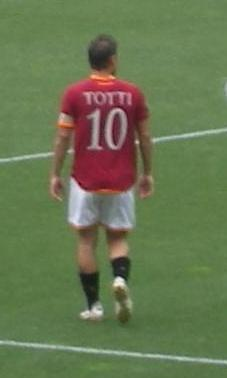
Totti en 2007 avec la Roma.

Cesare Prandelli puis Rudi Völler succèdent à Capello sur le banc romain en 2004. L'Allemand ne survit pas à un mois de septembre calamiteux et Luigi Del Neri prend le relais pour une saison terne. La Roma flirte avec la relégation, le parcours en Ligue des champions s'arrêtent dès la première phase de groupe, avec un seul point, et perd en finale de la Coupe d'Italie. Malgré cette saison difficile, le 3 octobre 2004 lors de Roma–Inter Milan (3-3), Totti inscrit son 100e but en Serie A d’un coup franc des 30 mètres. Le 19 décembre 2004, il inscrit son 107e but contre Parme AC (5-1) et devient le meilleur buteur de la Roma en devançant Roberto Pruzzo. Totti finit la saison avec quinze buts et douze passes décisives en quarante rencontres toutes compétitions confondues.
En 2005, Luciano Spalletti arrive dans une Roma qui connaît des difficultés et une nouvelle valse des entraineurs, Bruno Conti ayant remplacé Del Neri en mars. Spalletti décide petit à petit de faire jouer Totti comme un véritable attaquant. Lors de cette saison 2005-2006, la Roma atteint le nombre record de onze victoires consécutives. En février 2006, il est victime d'une fracture du péroné gauche face à Empoli. Cette blessure coupe une saison partie sur de bonnes bases avec 17 réalisations et dix offrandes en seulement 29 rencontres. La saison est marquée par l'Affaire des matches truqués du Calcio où la Juve et le Milan AC sont mis en cause ; cela permet à l'AS Rome de retrouver une place de vice-champion.
En championnat, malgré un parcours de champion, le club termine second, derrière l'Inter, véritable machine à gagner en cette saison 2006-2007. Mais c'est en Coupe d'Italie, après deux échecs successifs contre l'Inter Milan en finale, que l
Lors de la saison 2006-2007, sur sa lancée de l'exercice précédent et la victoire en Coupe du monde, Totti remporte le trophée du meilleur buteur européen. Il inscrit 32 buts au total et le titre de meilleur buteur de Serie A avec 26 unités, le tiers de son équipe. La bonne saison reste entachée par la défaite 7-1 à Old Trafford contre Manchester United en quart de finale de Ligue des champions. L'AS Rome termine deuxième du championnat et remporte la Coupe d'Italie, après deux échecs consécutifs en finale contre l'Inter Milan. La Roma prend sa revanche en triomphant de ces mêmes intéristes grâce à une victoire 6-2 à l'Olimpico. La défaite 2-1 à San Siro confirme l'avantage pris à l'aller. Totti, blessé et resté sur le banc, soulève pour la première fois de sa carrière le trophée le 17 mai 2007.

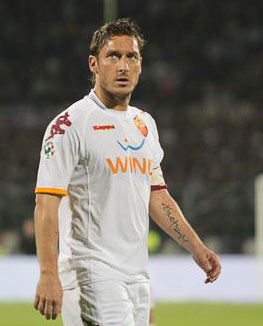
Totti avec la Roma en 2009.

Le club remporte la Supercoupe en août 2007 à Milan. Le 16 janvier 2008, le capitaine romain dépasse la barre des 200 buts avec l'AS Rome contre le Torino en Coupe. Le 9 mars 2008, à l'occasion de la rencontre face au SSC Napoli, il atteint la barre des 500 matchs toutes compétitions confondues sous le maillot de la Roma. À la fin de la saison 2007–2008, la Roma de Totti finit deuxième du championnat et remporte une seconde Coupe d'Italie d’affilée. En fin de saison, Totti se blesse au genou contre Livourne et doit se faire opéré durant l'été.
La saison 2008-2009 est plus difficile pour la Roma et pour Totti, handicapé par ses blessures à répétition au genou. L'équipe perd en Supercoupe d’Italie en août 2008 où Totti, à peine rétabli, tire et rate le 5e tir au but romain. En Ligue des champions, la Roma fait un bon parcours en phase de groupe avec notamment une victoire 3-1 à domicile contre Chelsea alors que les Romains, en crise, ne sont que 17es du Campionnato. L'équipe de la Louve termine première du groupe A mais Totti voit son rêve de disputer la finale au Stadio Olimpico de Rome s’envoler en 8e-de-finale contre Arsenal et quitte le terrain en pleurs. Totti dispute 24 rencontres et inscrit treize buts au cours du championnat et la Roma termine sixième grâce à une remontée fulgurante.

#### Trentenaire et toujours présent (2009-2015)
En juillet 2009, Totti annonce qu’il espère remporter encore un Scudetto et finir plusieurs fois meilleur buteur de Serie A d’ici sa fin de carrière. Le 30 juillet 2009, Totti inscrit le premier but italien de la nouvelle Ligue Europa contre La Gantoise. En qualifications pour la C3, Totti marque à lui seul dix buts en quatre matchs. Les débuts de la Roma en Serie A 2009-2010 sont hasardeux et Luciano Spalletti est remplacé par Claudio Ranieri sur le banc de la capitale romaine. Le 4 octobre 2009, Francesco Totti, auteur d'un doublé contre le Napoli, est à nouveau touché à son genou droit qui le fait régulièrement souffrir. Affaiblie par cette absence, la Roma prouve sa « Totti dépendance » et enchaîne trois défaites de suite contre le Milan AC, Livourne le 25 octobre 2009, alors dernier et réduit à 10 puis contre l'Udinese le 28 octobre. Sa blessure oblige Totti à se faire opérer une nouvelle fois au genou fin octobre 2009, soit 18 mois seulement après la dernière intervention. Après plus d'un mois d'absence, le capitaine romain fait son retour sur les terrains contre Bari le 22 novembre 2009, avec un triplé (3-1). Son premier en Serie A, mais troisième de la saison 2009-2010. Ce retour tonitruant lui permet de s'emparer de la tête du classement des buteurs à égalité avec Antonio Di Natale avec neuf réalisations en seulement huit matchs pour le Romain. Le 16 décembre 2009, le club annonce que Francesco Totti prolonge son contrat jusqu'en 2014 avec baisse de salaire à la clé. Son contrat prévoit également une future reconversion comme ambassadeur-recruteur jusqu'en 2019. Le 23 janvier 2010, Francesco Totti inscrit son 240e but avec la Roma lors de la victoire romaine 2-1 à Turin, son premier sur les terres turinoises contre la Juventus. Le 11 avril 2010, lors de la 33e journée contre l'Atalanta Bergame, Totti prouve par son pouvoir à la Roma : à la 77e minute Ranieri désire le faire sortir mais, devant son refus, Jérémy Ménez cède sa place à Matteo Brighi. Après la désillusion en seizième de finale de la Ligue Europa contre le Panathinaïkos, la Roma espère se rattraper dans les compétitions nationales mais échoue encore en finale de la Coupe d'Italie face à l'Inter de Milan (1–0), Totti est expulsé à la 88e minute,. À deux journées de la fin, la Roma est reléguée à la deuxième place du championnat à deux points de l'Inter et ne parvient pas à refaire son ultime retard. La saison, malgré son début catastrophique et ses désillusions finales, reste néanmoins une satisfaction aussi bien pour le club que pour Totti qui termine avec 25 buts pour 31 rencontres toutes compétitions confondues, le seconde meilleur total de sa carrière.
La saison 2010-2011 commence mal. Le club perd en Supercoupe d'Italie, toujours contre l'Inter Milan, et flirte avec la zone de relégation. À l'issue de la 8e journée de Serie A, Totti n'a toujours pas inscrit le moindre but que ce soit en championnat ainsi qu'en Ligue des champions. Les critiques sur son âge, son impact sur le jeu romain et son mauvais caractère retrouvé vont alors bon train. Le 20 mars 2011, il inscrit contre la Fiorentina son 200e but en Serie A, et son deuxième doublé de suite en championnat après celui marqué contre la Lazio de Rome. En championnat, les Romains terminent sixième et son éliminés en huitième-de-finale de C1. Totti marque au total dix-sept buts en quarante rencontres et offre douze passes décisives.

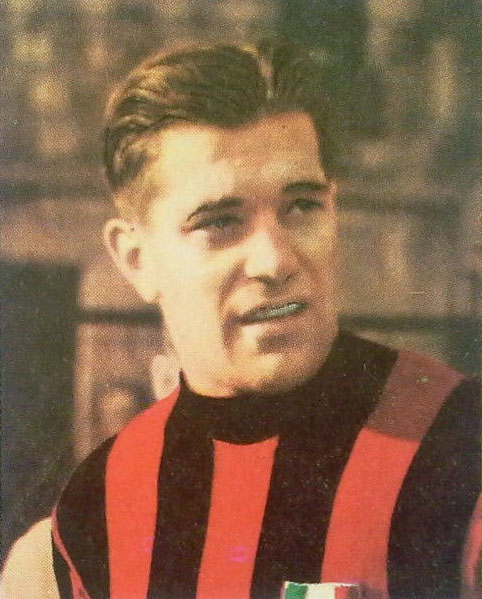
Totti rejoint Nordahl comme meilleur buteur de Serie A.

Lors du mercato d'été 2011, Totti refuse une offre de salaire de 14 millions de dollars (10 millions €) par saison de la part du club américain des Los Angeles Galaxy, ce qui en aurait fait le 6e footballeur le mieux payé au monde. Le 21 janvier 2012, Francesco Totti devient à 35 ans le meilleur buteur de l'histoire de la Serie A sous un même maillot en inscrivant son 211e but sous les couleurs de la Roma, devançant ainsi le Suédois Gunnar Nordahl, précédent détenteur du record. Il devient par la même occasion le 5e meilleur buteur de l'histoire du championnat italien. Avec le retour de Zdeněk Zeman, après treize ans d'absence, Totti, 36 ans, est remanié au poste de milieu gauche, poste qu'il ne fréquente plus depuis le départ de Zeman. Le 21 octobre 2012, Francesco Totti inscrit contre le Genoa son 217e but avec la Roma et devient, avec ce total, le 3e meilleur buteur de la Serie A. Le 8 décembre 2012, Totti signe une prestation de très haut niveau contre la Fiorentina à Rome lors de la 16e journée de Série A inscrivant deux buts et délivrant deux passes décisives, arrivant ainsi au record de 221 buts en Serie A et se trouvant à 4 buts de Nordahl dans le classement des meilleurs buteurs de tous les temps du championnat.
Malgré le départ de Zeman, les performances de Totti restent du même niveau. Il rejoint Nordahl à la 2e place du classement des meilleurs buteurs de tous les temps de Serie A le 4 mars 2013 en inscrivant un penalty (le 63e de sa carrière en championnat) face au Genoa.
Le 25 novembre 2014, il améliore son record du plus vieux buteur de l'histoire de la Ligue des champions à l'âge de 38 ans et 59 jours grâce à un but sur coup franc sur le terrain du CSKA Moscou (1-1).

#### Deux dernières saisons en demi-teinte (2015-2017)

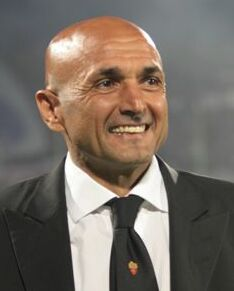
Luciano Spalletti l'écarte des terrains.

Le 20 septembre 2015, Totti marque son 300e but avec la Roma contre Sassuolo (2-2). Quelques jours plus tard, il se blesse contre Carpi, ce qui le tient éloigné des terrains pendant le reste de l'année 2015, son retour étant programmé pour janvier. Marcello Lippi déclare à ce propos : « La Roma a payé les absences, et une en particulier : celle de Totti, on ne peut pas le remplacer. Il a manqué énormément à l’entraîneur et aux coéquipiers. Et à nous tous qui apprécions ses qualités depuis tant d’années. Son retour sera décisif ». Totti fait son retour dans le groupe au début de 2016. Entre-temps, l'entraîneur Rudi Garcia est remplacé par Luciano Spalletti et Totti est relégué sur le banc des remplaçants par ce dernier. Les relations entre les deux hommes sont froides et Totti en paie le prix par un très faible temps de jeu. Il se contente de très courtes rentrées en fin de match. Lors d'un entretien, Totti confie qu'il attend plus de respect de la part de ses dirigeants et plus de temps de jeu car il se sent capable de jouer. À la suite de cette déclaration, Spalletti retire le numéro 10 de la feuille de match et l'envoie dans les tribunes. Les supporters, choqués par cette décision, soutiendront l'emblématique capitaine romain. À la suite de cet événement, le temps de jeu de Totti n'augmente pas et il reste sur le banc. Toutes ses entrées en jeu sont néanmoins systématiquement accompagnées d'applaudissements, même lorsqu'il joue à l'extérieur. Par exemple, en Ligue des Champions face au Real Madrid, le public du Santiago Bernabeu acclame son entrée en jeu. Les spéculations sur un éventuel départ au mercato d'été ne cessent de croître lorsque le club ne se dit pas prêt à reconduire son contrat. Au plus mal, Il Capitano répond sur le terrain et profite du maigre temps de jeu qui lui est offert pour prouver qu'il a encore le niveau. Le 11 avril, lors d'un match face à Bologne, il rentre à la mi-temps et délivre une passe décisive quatre minutes après son entrée. Le 17 avril, il entre en jeu à la 78e minute alors que la Roma est menée 3-2 par l'Atalanta et six minutes après, il inscrit le but égalisateur, son premier depuis la rencontre contre Sassuolo. Le 20 avril, Totti écrit un peu plus sa légende face au Torino. Au Stadio Olimpico, alors que la Roma est menée 2-1, il entre en jeu à la 86e minute et, en l'espace de trois minutes, inscrit un doublé qui offre la victoire à son club. Lors de la 36e journée, le 2 mai, il entre de nouveau à l'heure de jeu face au Genoa et égalise sur coup franc, relançant du même coup son équipe qui gagne finalement 3-2.
Lors de la Serie A 2016-2017, le 11 septembre, alors que son équipe est menée 1-2, il entre à la 46e minute et permet à la Roma de s'imposer 3-2. Il offre d'abord une passe décisive à Edin Džeko à la 61e minute, puis en inscrivant le but de la victoire sur pénalty à la 93e minute. Le 20 octobre 2016, Totti atteint la barre des cent apparitions en Europe, sur un match de Ligue Europa contre l'Austria Vienne. Totti offre deux passes décisives à son équipe en ayant joué les 90 minutes entières (3-3). Il prend sa retraite le 28 mai 2017 au Stadio Olimpico pour le dernier match de la saison de l'AS Rome face à Gênes sous l'ovation du public et des joueurs qui l'acclament en héros. Il est considéré comme l'une des plus grandes légendes du football et comme l'emblème et l'âme de l'AS Rome.

### En sélection

Totti à l'Euro 2000 lors de la finale France-Italie.

Début 1996, Totti est convoqué pour un stage de l'équipe nationale A par Arrigo Sacchi qui lui confie « continue comme ça et on te verra bientôt parmi nous ». L'été venu, Totti remporte le Championnat d'Europe espoirs, avec l'Italie entraînée par Cesare Maldini.
Totti est révélé trop tard pour partir en France en 1998. Il doit cependant attendre le 10 octobre 1998 et son entrée en jeu à la place de Del Piero contre la Suisse en éliminatoire de l'Euro 2000 pour connaître sa première sélection. Son premier but arrive contre le Portugal le 26 avril 2000 en match amical (2-0), à sa treizième sélection.
Retenu pour l'Euro 2000 par Dino Zoff, Francesco Totti, dès lors éternel concurrent de Del Piero, se révèle alors sur la scène internationale à la suite d'une brillante compétition au cours de laquelle il inscrit deux buts face à la Belgique puis face à la Roumanie et marque son tir au but face aux Pays-Bas en demi-finale sur une panenka. Très actif lors de la finale contre la France, il décale Gianluca Pessotto sur une talonnade qui peut ensuite ajuster son centre à Marco Delvecchio qui inscrit le but italien avant la désillusion finale. Cet Euro retentissant permet à Francesco Totti de récupérer le maillot no 10 de l'équipe nationale italienne.
Après son Scudetto en 2001 et sa deuxième place dans le championnat italien en 2002, le meneur de jeu de la Roma mise beaucoup sur la Coupe du monde 2002 en Corée du Sud et au Japon, sa première à presque 26 ans. Néanmoins, celle-ci est une cruelle désillusion pour l'équipe de Giovanni Trapattoni et pour Francesco Totti. Muet de tout but, le Romain se fait très sévèrement expulser en huitièmes de finale contre la Corée du Sud pour une soi-disant simulation dans la surface par le très controversé Byron Moreno. L'équipe italienne quitte la compétition sur un but en or de Ahn Jung-hwan (2-1).
Lors de l'Euro 2004, Totti est particulièrement attendu et considéré par beaucoup comme étant « l'homme à surveiller ». Cette compétition est cependant un véritable échec pour Francesco Totti, qui crache au visage de Christian Poulsen dès la première rencontre contre le Danemark. Dénoncé par la Fédération danoise après match, Totti est suspendu pour 3 rencontres pour « conduite antisportive caractérisée ». L'Italie ne passe pas la phase de poule, et Totti ne rejouera donc pas au cours de cette compétition.
Gravement blessé en février 2006 à Rome face à Empoli, Totti participe de justesse au Mondial allemand de 2006. N'étant pas à son plus haut niveau et trop juste physiquement à cause de sa blessure, mais bel et bien présent dans l'axe italien, le capitaine romain marque le pénalty victorieux contre l'Australie en 8e de finale, finit deuxième meilleur passeur du mondial avec 3 passes décisives (derrière Juan Román Riquelme (4) et à égalité avec Luis Figo, Andrea Pirlo et Bastian Schweinsteiger) et peut enfin brandir son premier trophée avec l'équipe nationale A, et pas le moindre. Il finira dans l'équipe type de la Coupe du monde 2006.
Le 20 juillet 2007, à presque 31 ans, Totti annonça sa retraite internationale pour pouvoir se consacrer entièrement au club de son cœur et ménager son genou. En tout, il aura glané 58 sélections, marqué au total 9 buts avec la Nazionale et remporté le titre de champion du monde.
En juillet 2009, Francesco Totti multiplie les appels du pied en direction de Marcello Lippi dans l’espoir de réintégrer l’effectif italien en vue de la Coupe du monde 2010 : « Lippi ? Si je me sens bien et qu’il m’appelle, j’y penserai mille fois avant de dire non. »
Début août 2009, le sélectionneur italien semble d'ores et déjà avoir tiré un trait sur son ancien numéro 10 : « Francesco est un garçon et un joueur extraordinaire, mais il a pris sa décision et je ne reviendrai pas dessus. »
Début avril 2010, Totti tâte une nouvelle fois le terrain de la Nazionale et relance le feuilleton en annonçant aux micros de Canal Plus TV : « Je ne sais pas si je reviendrai parce que je n’ai pas encore parlé à Marcello Lippi. Je dois en plus vérifier ma condition physique. Ensuite, il faudrait voir si l’équipe me veut, c’est donc une chose après l’autre. » En vain, le sélectionneur ne le retient pas et l'Italie finit dernière d'un groupe qui paraissait à sa mesure.
Début octobre 2010, le sélectionneur Cesare Prandelli évoque la possibilité d'un match amical de gala réunissant une dernière fois sous le maillot azuréen Francesco Totti et son ancien coéquipier Antonio Cassano afin d'offrir de véritables adieux internationaux au capitaine romain.

## Style de jeu:trequartistafidèle
Francesco Totti est un joueur qui évolue généralement en tant que no 10, c'est-à-dire en meneur de jeu pur. Cela l'amène à avoir une emprise considérable sur le jeu de son équipe, au point où il y a une Roma avec Totti, et une sans lui. Il est vu par beaucoup comme portant à lui seul son équipe sur les épaules, beaucoup de spécialistes nommant cela la « Totti-dépendance ». Il est capable de donner à lui seul le tempo du jeu offensif de son équipe car il voit le jeu avant les autres, à l'instar de Zinédine Zidane ou de Lionel Messi. Sa grande maîtrise technique, ainsi que sa vision du jeu exceptionnelle, lui permettent d'offrir de très bons ballons à ses coéquipiers, notamment en une touche de balle. Il peut aussi créer des occasions pour son équipe alors qu'il se trouve dans sa moitié de terrain, ayant une aisance tant dans les transmissions longues que courtes. Très à l'aise balle au pied, Totti n'est cependant pas un dribbleur à proprement parler et préfère plutôt assurer la passe ou éviter de prendre le risque de perdre le ballon. Il est pourtant capable d'effacer les défenseurs avec une grande facilité et dispose d'une protection de balle rare. Également doté d'une très bonne qualité de frappe, Totti dispose d'une solide finition. Il est aussi précis qu'un buteur alors qu'il est meneur de jeu de nature et possède une grande puissance de frappe, ce qui l'a souvent amené à marquer de très loin, en dehors de la surface de réparation. Contrairement au numéro 10 classique, Totti est davantage porté vers le but.
Son jeu se définit tout au long de sa carrière par un toucher de balle et un jeu de passe au-dessus de la moyenne, accompagnés d'une impressionnante force de frappe. Ces caractéristiques sont constamment exaltées par sa vision de jeu. Concrètement, les gestes préférés du meneur de jeu romain sont la talonnade et le lob. Ce dernier, appelé cucchiaio en italien (en français « cuillère », pour définir la façon dont est touchée la balle au moment de la frappe) est devenu progressivement la marque de fabrique la plus notable du joueur, que ce soit en phase de jeu ou sur phase arrêtée.
Adulé par les supporters romains, le fantasista devient la star de l’Italie, apparaissant non seulement dans la presse sportive, mais aussi dans d’autres publications. Son aura se retrouve décuplée lorsqu’il déclare son entière dévotion à la Roma, refusant les offres des clubs fortunés du nord de l’Italie et acceptant d’importantes modifications salariales en sa défaveur[réf. nécessaire]. Alors qu'il aurait pu remporter davantage de trophées s’il avait joué pour un autre club, il décide de renoncer à un riche palmarès, au profit d’une gloire éternelle sous le ciel romain.

## Statistiques
| Saison                | Club                  | Championnat           | Championnat | Championnat | Championnat | Coupe(s) nationale(s) | Coupe(s) nationale(s) | Coupe(s) nationale(s) | Supercoupe | Supercoupe | Supercoupe | Compétition(s) continentale(s) | Compétition(s) continentale(s) | Compétition(s) continentale(s) | Compétition(s) continentale(s) | Total | Total | Total |
| Saison                | Club                  | Division              | M.          | B.          | P.d.        | M.                    | B.                    | P.d.                  | M.         | B.         | P.d.       | Comp.                          | M.                             | B.                             | P.d.                           | M.    | B.    | P.d.  |
| 1992-1993             | AS Rome               | Serie A               | 2           | -           | -           | -                     | -                     | -                     | -          | -          | -          | -                              | -                              | -                              | -                              | 2     | 0     | 0     |
| 1993-1994             | AS Rome               | Serie A               | 8           | -           | -           | 2                     | -                     | -                     | -          | -          | -          | -                              | -                              | -                              | -                              | 10    | 0     | 0     |
| 1994-1995             | AS Rome               | Serie A               | 21          | 4           | 4           | 4                     | 3                     | 1                     | -          | -          | -          | -                              | -                              | -                              | -                              | 25    | 7     | 5     |
| 1995-1996             | AS Rome               | Serie A               | 28          | 2           | 4           | 1                     | -                     | -                     | -          | -          | -          | C3                             | 7                              | 2                              | 2                              | 36    | 4     | 6     |
| 1996-1997             | AS Rome               | Serie A               | 26          | 5           | 4           | 1                     | -                     | -                     | -          | -          | -          | C3                             | 3                              | -                              | -                              | 30    | 5     | 4     |
| 1997-1998             | AS Rome               | Serie A               | 30          | 13          | 7           | 6                     | 1                     | 1                     | -          | -          | -          | -                              | -                              | -                              | -                              | 36    | 14    | 8     |
| 1998-1999             | AS Rome               | Serie A               | 31          | 12          | 14          | 3                     | 1                     | -                     | -          | -          | -          | C3                             | 8                              | 3                              | 4                              | 42    | 16    | 18    |
| 1999-2000             | AS Rome               | Serie A               | 27          | 7           | 10          | 2                     | -                     | -                     | -          | -          | -          | C3                             | 5                              | 1                              | -                              | 34    | 8     | 10    |
| 2000-2001             | AS Rome               | Serie A               | 30          | 13          | 3           | 2                     | 1                     | 1                     | -          | -          | -          | C3                             | 3                              | 2                              | -                              | 35    | 16    | 4     |
| 2001-2002             | AS Rome               | Serie A               | 24          | 8           | 4           | -                     | -                     | -                     | 1          | 1          | 1          | C1                             | 11                             | 3                              | 1                              | 36    | 12    | 6     |
| 2002-2003             | AS Rome               | Serie A               | 24          | 14          | 4           | 5                     | 3                     | 3                     | -          | -          | -          | C1                             | 6                              | 3                              | 2                              | 35    | 20    | 9     |
| 2003-2004             | AS Rome               | Serie A               | 31          | 20          | 7           | -                     | -                     | -                     | -          | -          | -          | C3                             | 1                              | -                              | 2                              | 32    | 20    | 9     |
| 2004-2005             | AS Rome               | Serie A               | 29          | 12          | 9           | 7                     | 3                     | 2                     | -          | -          | -          | C1                             | 4                              | -                              | 1                              | 40    | 15    | 12    |
| 2005-2006             | AS Rome               | Serie A               | 24          | 15          | 9           | 2                     | -                     | 1                     | -          | -          | -          | C3                             | 3                              | 2                              | -                              | 29    | 17    | 10    |
| 2006-2007             | AS Rome               | Serie A               | 35          | 26          | 9           | 5                     | 2                     | 3                     | 1          | -          | 1          | C1                             | 9                              | 4                              | 2                              | 50    | 32    | 15    |
| 2007-2008             | AS Rome               | Serie A               | 25          | 14          | 5           | 3                     | 3                     | -                     | 1          | -          | 0          | C1                             | 6                              | 1                              | 1                              | 35    | 18    | 6     |
| 2008-2009             | AS Rome               | Serie A               | 24          | 13          | 4           | -                     | -                     | -                     | 1          | -          | 0          | C1                             | 7                              | 2                              | 1                              | 32    | 15    | 5     |
| 2009-2010             | AS Rome               | Serie A               | 23          | 14          | 6           | 2                     | -                     | -                     | -          | -          | -          | C3                             | 6                              | 11                             | 2                              | 31    | 25    | 8     |
| 2010-2011             | AS Rome               | Serie A               | 32          | 15          | 10          | -                     | -                     | -                     | 1          | -          | 1          | C1                             | 7                              | 2                              | 1                              | 40    | 17    | 12    |
| 2011-2012             | AS Rome               | Serie A               | 27          | 8           | 7           | 2                     | -                     | 2                     | -          | -          | -          | C3                             | 2                              | -                              | 1                              | 31    | 8     | 10    |
| 2012-2013             | AS Rome               | Serie A               | 34          | 12          | 12          | 3                     | -                     | -                     | -          | -          | -          | -                              | -                              | -                              | -                              | 37    | 12    | 12    |
| 2013-2014             | AS Rome               | Serie A               | 26          | 8           | 10          | 3                     | -                     | 1                     | -          | -          | -          | -                              | -                              | -                              | -                              | 29    | 8     | 11    |
| 2014-2015             | AS Rome               | Serie A               | 27          | 8           | 6           | 2                     | -                     | -                     | -          | -          | -          | C1+C3                          | 7                              | 2                              | 1                              | 36    | 10    | 7     |
| 2015-2016             | AS Rome               | Serie A               | 13          | 5           | 3           | -                     | -                     | -                     | -          | -          | -          | C1                             | 2                              | -                              | -                              | 15    | 5     | 3     |
| 2016-2017             | AS Rome               | Serie A               | 18          | 2           | 3           | 4                     | 1                     | -                     | -          | -          | -          | C3                             | 6                              | -                              | 4                              | 28    | 3     | 7     |
| Total sur la carrière | Total sur la carrière | Total sur la carrière | 619         | 250         | 154         | 59                    | 18                    | 15                    | 5          | 1          | 3          | -                              | 103                            | 38                             | 25                             | 786   | 307   | 197   |

### Statistiques en sélection
| Équipe nationale | Année | Matchs Amicaux | Matchs Amicaux | Matchs Amicaux | Matchs Qualificatifs | Matchs Qualificatifs | Matchs Qualificatifs | Matchs en Compétition | Matchs en Compétition | Matchs en Compétition | Total  | Total | Total  |
| Équipe nationale | Année | Matchs         | Buts           | Passes         | Matchs               | Buts                 | Passes               | Matchs                | Buts                  | Passes                | Matchs | Buts  | Passes |
| ---------------- | ----- | -------------- | -------------- | -------------- | -------------------- | -------------------- | -------------------- | --------------------- | --------------------- | --------------------- | ------ | ----- | ------ |
| Italie           | 1998  | 2              | 0              | 1              | 1                    | 0                    | 0                    | -                     | -                     | -                     | 3      | 0     | 1      |
| Italie           | 1999  | 3              | 0              | 0              | 3                    | 0                    | 1                    | -                     | -                     | -                     | 6      | 0     | 1      |
| Italie           | 2000  | 4              | 1              | 0              | 3                    | 1                    | 3                    | 5                     | 2                     | 0                     | 12     | 4     | 3      |
| Italie           | 2001  | 2              | 0              | 0              | 4                    | 1                    | 2                    | -                     | -                     | -                     | 6      | 1     | 2      |
| Italie           | 2002  | 2              | 0              | 0              | -                    | -                    | -                    | 4                     | 0                     | 2                     | 6      | 0     | 2      |
| Italie           | 2003  | 2              | 0              | 2              | 3                    | 1                    | 5                    | -                     | -                     | -                     | 5      | 1     | 7      |
| Italie           | 2004  | 3              | 0              | 3              | 2                    | 2                    | 0                    | 1                     | 0                     | 0                     | 6      | 2     | 3      |
| Italie           | 2005  | 1              | 0              | 0              | 4                    | 0                    | 1                    | -                     | -                     | -                     | 5      | 0     | 1      |
| Italie           | 2006  | 2              | 0              | 0              | -                    | -                    | -                    | 7                     | 1                     | 4                     | 9      | 1     | 4      |
| Total            |       | 21             | 1              | 6              | 20                   | 5                    | 12                   | 17                    | 3                     | 7                     | 58     | 9     | 24     |

### Buts internationaux
| No | Date            | Lieu                                   | Adversaire  | Score | Résultats | Compétitions                      |
| -- | --------------- | -------------------------------------- | ----------- | ----- | --------- | --------------------------------- |
| 1. | 26 avril 2000   | Stade Oreste-Granillo, Reggio Calabria | Portugal    | 2-0   | 2-0       | Match amical                      |
| 2. | 14 juin 2000    | Stade Roi-Baudouin, Bruxelles          | Belgique    | 1-0   | 2-0       | Euro 2000                         |
| 3. | 24 juin 2000    | Stade Roi-Baudouin, Bruxelles          | Roumanie    | 1-0   | 2-0       | Euro 2000                         |
| 4. | 7 octobre 2000  | Stade Giuseppe-Meazza, Milan           | Roumanie    | 3-0   | 3-0       | Éliminatoires Coupe du monde 2002 |
| 5. | 2 juin 2001     | Stade Boris-Paichadze, Tbilissi        | Géorgie     | 0-2   | 1-2       | Éliminatoires Coupe du monde 2002 |
| 6. | 11 juin 2003    | Stade olympique d'Helsinki, Helsinki   | Finlande    | 0-1   | 0-2       | Éliminatoires Euro 2004           |
| 7. | 13 octobre 2004 | Stade Ennio-Tardini, Parme             | Biélorussie | 1-0   | 4-3       | Éliminatoires Coupe du monde 2006 |
| 8. | 13 octobre 2004 | Stade Ennio-Tardini, Parme             | Biélorussie | 3-1   | 4-3       | Éliminatoires Coupe du monde 2006 |
| 9. | 26 juin 2006    | Fritz-Walter-Stadion, Kaiserslautern   | Australie   | 1-0   | 1-0       | Coupe du monde 2006               |

À chaque fois que Totti a marqué, la sélection italienne a toujours gagné. En 58 sélections, le Romain a inscrit 9 buts soit une moyenne de 0,16 buts par match mais a 24 passes décisives en 58 matchs soit une moyenne de 0,41 passes décisives par match. Ces chiffres s'explique par son positionnement au poste de meneur de jeu avec la Squadra Azzurra.

## Palmarès et distinctions personnelles
Dernière mise à jour le 24 août 2017.

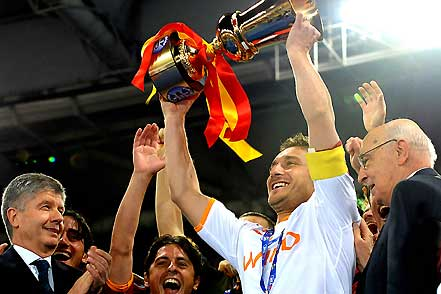
Totti blessé levant symboliquement la Coupe d'Italie remportée par la Roma en 2008.

### Palmarès

#### Équipe d'Italie
- Vainqueur de la Coupe du monde en 2006
- Vainqueur du Championnat d'Europe espoirs en 1996
- Vainqueur des Jeux méditerranéens en 1997
- Finaliste du Championnat d'Europe en 2000

#### AS Rome
- Serie A
  - Champion : 2001
  - Vice-champion : 2002, 2004, 2006, 2007, 2008, 2010, 2014, 2015 et 2017
- Coupe d'Italie
  - Vainqueur : 2007 et 2008
  - Finaliste : 2003, 2005, 2006, 2010 et 2013
- Supercoupe d'Italie (2)
  - Vainqueur : 2001 et 2007
  - Finaliste : 2006, 2008 et 2010

#### Au niveau international
- Prix du Président de l'UEFA 2017
- Nommé au FIFA 100 en 2004.
- Vainqueur du Golden Foot en 2010.
- Soulier d'or européen en 2007 (26 buts).
- Selon certaines sources, meilleur passeur de la Coupe du monde 2006 (avec 4 passes décisives)[57], toutefois le classement officiel de la FIFA basé sur des critères différents pour les attributions des passes décisives ne lui comptabilise que 3 passes décisives (et non 4) et en attribue 4 (et non 3) à Juan Román Riquelme.
- Nommé dans la All-Star Team (équipe-type) de la Coupe du monde 2006.
- Nommé homme du match de la finale du Championnat d'Europe 2000.
- Nommé dans l'équipe-type du Championnat d'Europe 2000.
- 5e au Ballon d'or 2001.

#### En Serie A
- Joueur le plus récompensé aux Oscar del calcio AIC avec 11 récompenses.
- Meilleur buteur de la Serie A en 2007 (26 buts).
- Élu Meilleur joueur de l'année de Serie A en 2000 et 2003.
- Élu Meilleur joueur italien de l'année de Serie A en 2000, 2001, 2003, 2004 et 2007.
- Élu Meilleur jeune joueur de l'année de Serie A en 1999.
- Auteur du plus beau but de l'année de Serie A en 2005 et 2006.

### Records

#### En Ligue des champions
- Buteur le plus âgé (38 ans et 59 jours) après son but face au CSKA Moscou (25/11/2014).

#### En Serie A
- Meilleur buteur pour la même équipe (250 buts).
- 2e meilleur buteur (250 buts) derrière Silvio Piola (274 buts).
- 2e joueur le plus capé avec la même équipe (619 matchs) derrière Paolo Maldini (647 matchs).
- 3e joueur le plus capé (619 matchs) derrière Paolo Maldini (647 matchs) et Gianluigi Buffon (634 matchs).
- Joueur ayant disputé le plus de saisons de championnat (25, toutes consécutives) à égalité avec Paolo Maldini.
- Joueur ayant marqué au moins un but dans le plus grand nombre de saisons (23, toutes consécutives).
- Joueur ayant marqué le plus de doublés (46).
- Joueur ayant marqué le plus de buts sur penalty (71).
- 4e joueur ayant marqué le plus de buts sur coup franc (21) à égalité avec Roberto Baggio et derrière Siniša Mihajlović et Andrea Pirlo (28) et Alessandro Del Piero (22).

#### Avec l'AS Rome
- Meilleur buteur (307 buts).
- Meilleur passeur (195 passes décisives).
- Joueur le plus capé (786 matchs).
- Meilleur buteur en championnat (250 buts).
- Joueur le plus capé en championnat (619 matchs).
- Meilleur buteur en compétitions européennes (38 buts).
- Joueur le plus capé en compétitions européennes (103 matchs).
- Joueur le plus capé en Supercoupe d'Italie (5 matchs).
- Joueur ayant disputé le plus de saisons en équipe première (25 saisons).
- Joueur ayant disputé le plus de saisons en tant que capitaine du club (19 saisons).
- Joueur ayant remporté le plus de titres en tant que capitaine du club (5 titres).

#### Autres records
- Joueur le plus capé dans les derbies romains (44).
- Meilleur buteur toutes compétitions confondues pour un club italien (307 buts).
- Meilleur buteur dans les derbies romains (11 buts) à égalité avec Dino Da Costa.

## Vie privée
En 2001, il se fait tatouer un légionnaire romain sur le bras droit pour fêter le titre de la Roma.
Aux côtés de Thierry Henry, il occupe la couverture du jeu Pro Evolution Soccer 4.
Francesco Totti se marie en 2005 avec Ilary Blasi avec qui il a un garçon, Cristian, né le 6 novembre 2005, et deux filles, Chanel, née le 13 mai 2007 et Isabel, née le 10 mars 2016. C'est en leur honneur que Francesco suce son pouce après chacun de ses buts. Il a créé avec sa femme une marque de vêtements appelée Never Without You [NWY].
Pendant la période de Noël 2015, le site Goal.com a effectué un Top 15 des joueurs de football les plus généreux de la planète, dans lequel Totti arrive deuxième derrière Cristiano Ronaldo. Ambassadeur de l'UNICEF, Totti a levé des fonds pour une valeur totale de 1 million d'euros (sans compter les dons non réalisés publiquement).
En 2018, ll sort son livre «Un Capitano »
En 2020 il participe à la première version italienne de Celebrity Hunted.

## Œuvres caritatives
Il sort un livre en 2003 intitulé Les blagues de Totti (en italien : Tutte le barzellette su Totti raccolte da me). Avec les recettes de celui-ci (vendu à plus de 800 000 exemplaires en Italie), il a offert 220 000 euros à des personnes âgées de Rome afin qu'elles puissent bénéficier d'un système de téléassistance à domicile. Cela sera utile à 430 personnes.